# 天主教巴瑟斯特教區 (加拿大)
天主教巴瑟斯特教區（拉丁語：Dioecesis Bathurstensis in Canada）是加拿大一個羅馬天主教教區。屬蒙克頓總教區。成立於1860年5月8日，時稱查塔姆教區。1938年3月13日易名至今。
教區位於紐賓士域北部，教座位於巴瑟斯特。2006年有教友108,156人（佔轄區人口91.5%）、六十二個堂區、五十二名司鐸。主教席位自2012年6月15日起因原主教瓦勒里·維耶內奧升任蒙克頓總教區總主教而懸空。